# Disneys bokklubb
Disneys bokklubb, ibland benämnt Disneys ungdomsbokklubb, en serie av ungdomsböcker utgivna av bokförlaget Hemmets Journal i Malmö på 1980-talet. Böckerna var ibland unikt utgivna för den svenska marknaden men ofta var de nyutgåvor av tidigare utgivna böcker.

## Urval av böcker
- Huckleberry Finns äventyr (eng.Huckleberry Finn) av Mark Twain (1982)
- Silvermedaljongens hemlighet (eng.The secret of the silver lockets) av Lindsay Brown (1984)
- Bugs Potter - i farten (eng.Who is Bugs Potter?) av Gordon Korman (1984)
- Spökhuset (eng.Haunted) av Judith St. George (1984)
- Fem på nya äventyr (eng.Five gp adventuring again) av Enid Blyton (1984)
- Chadwicksklyftan (eng.Chadwick's chimney) av Colin Thiele (1984)
- Skuggan (eng.The specter) av Joan Lowery Nixon (1985)